# Gary Stretch
Gary Stretch (ur. 4 listopada 1968 w St. Helens w hrabstwie Merseyside) – angielski aktor, były bokser i model.

## Życiorys

### Wczesne lata
Urodził się i dorastał w obszarze Haresfinch z St. Helens w Merseyside jako najmłodszy z trojga dzieci hydraulika. Wychowywał się z dwoma starszymi braćmi – Conradem i Ronim (ur. 1964). Uczęszczał do miejskiej Cowley High School.

### Kariera
Swoją karierę rozpoczął jako bokser i model Calvina Kleina i Versace. Zdobył tytuł mistrza wagi lekkiej, wygrał 23 walki na 25, w tym zwyciężył 14 razy poprzez nokaut. Po przegranej walce w 1991 z brytyjskim czarnoskórym bokserem Chrisem Eubankiem na zawodach wagi średniej World Boxing Organization w Londynie, zakończył karierę bokserską, wyjechał do Los Angeles i podjął naukę w szkole aktorskiej. Został przyjacielem Raquel Welch.
Na dużym ekranie zadebiutował w dreszczowcu Martwa łączność – Oblicza mordercy (Dead Connection, 1994). Uznanie zdobył rolą psychopatycznego gangstera Sonny’ego w dreszczowcu Buty nieboszczyka (Dead Man’s Shoes, 2004), zdobywając nagrodę na festiwalu filmowym w Phoenix, w stanie Arizona, a także nominację do nagrody British Independent Film Award (BIFA). W widowiskowym filmie Olivera Stone’a Aleksander (Alexander, 2004) zagrał postać Kleitusa. W dramacie sensacyjnym Seana Brosnana, syna Pierce’a Brosnana Zabić ojca (My Father Die, 2016), uhonorowanym czterema nagrodami na festiwalu filmowym Screamfest, z Kevinem Gage i Johnem Schneiderem wystąpił jako Ivan Rawlings, psychopatyczny ojciec, który zabił jednego z dwóch synów.

## Życie prywatne
W latach 1999–2001 był żonaty z pochodzącą z Portoryko modelką i aktorką Roselyn Sánchez. Był związany z Kylie Minogue, Kelly Brook i Elizabeth Hurley.

## Filmografia
- 1994: Oblicza mordercy (Dead Connection) jako Richard Welton
- 1994: Tis a Gift to Be Simple jako Perry Truman
- 1996-98: Portret zabójcy (Profiler) jako Ronnie McDern
- 1997: Infidelity/Hard Fall jako Shane
- 1997: Rozkoszne interesy (Business for Pleasure, TV) jako Rolf
- 1999: Shergar jako żołnierz S.A.S.
- 2001: Dead Dogs Lie jako Duck (także producent)
- 2003: Dobra noc na śmierć (A Good Night to Die) jako Ronnie (także producent)
- 2004: Buty nieboszczyka (Dead Man’s Shoes) jako Sonny
- 2004: Aleksander (Alexander) jako Kleitus
- 2005: The King Maker jako Fernando De Gamma
- 2005: Kill Charlie jako Mike TV
- 2006: Afghan Knights jako Nash
- 2006: World Trade Center jako Jimmy Mcguiness
- 2007: Deadwater jako Colin Willets
- 2008: Wolny ptak (Freebird) jako Fred
- 2010: The Heavy jako Mitchell 'Boots' Mason
- 2010: Megarekin kontra krokozaurus (Mega Shark vs Crocosaurus) jako Nigel Putnam